# Commanderie d'Ozon
La commanderie d'Ozon ou d'Auzon, était une commanderie hospitalière d'origine templière, situé à Châtellerault, dans le département de la Vienne, en Nouvelle-Aquitaine.

## Historique
La commanderie a été fondée par les templiers, entre 1130 et 1140 sous Guillaume X d'Aquitaine, mort en 1137, ou Aliénor d'Aquitaine[réf. nécessaire]. Presque tous les textes sur Ozon pendant la période templière ont été détruits durant les guerres de religion, et il ne reste que très peu d’éléments sur cette période. Cette commanderie semble cependant avoir été, avec celle située à La Rochelle, la principale baillie de la province d'Aquitaine, dont faisait partie à l'époque le Poitou.
Guillaume de Sonnac a été recteur d’Ozon vers 1223, après avoir été précepteur de la commanderie de Sainte-Eulalie-de-Cernon et avant d’être précepteur d'Aquitaine en 1236, puis maître de l'ordre en 1247. Il est blessé en 1250 à la bataille de Mansourah et meurt trois jours plus tard à Bahr es-Saghir en protégeant la retraite de Louis IX.
Il est remplacé comme maître de l'Ordre par Renaud de Vichiers qui a peut-être été également précepteur d'Ozon vers 1236[réf. nécessaire], avant d'être commandeur de Saint-Jean-d'Acre, maître de France puis maréchal. C’est lui qui a complété la rançon pour libérer Louis IX.
Vers 1270 le précepteur est Pierre de Vaugourdon, puis Jean de Saint Benoît[réf. nécessaire]. Le dernier précepteur est Audebert de la Porte de 1303 à 1307, dont l'interrogatoire à Paris nous fournit des détails sur les très nombreuses réceptions qui ont eu lieu dans la chapelle.
La commanderie d'Ozon est devenue hospitalière à partir de 1314[réf. nécessaire], et jusqu’en 1792. Il existe beaucoup plus de détails sur cette période car les archives de la Vienne comportent 27 liasses décrivant la vie de la commanderie. Les commanderies de l'Hopital à Boussais (79)[réf. nécessaire] et de Prailles (79) [réf. nécessaire] ont été rattachées à Ozon en 1462.

## Commandeurs templiers
| Nom du commandeur                        | Dates     |
| Guillaume de Sonnac                      | 1223      |
| Renaud de Vichiers                       | vers 1236 |
| Pierre de Vaugourdon (ou de Val-Gourdon) | vers 1270 |
| Jean de Saint Benoît                     | 1302-1303 |
| Audebert de la Porte                     | 1303-1307 |

## Description
La chapelle, longue de 30 mètres et large de 7,20 m, occupe tout un côté de l'enceinte qui entourait une petite cour, et devait être l'habitation des chevaliers. La chapelle était protégée au sud par une enceinte, se reliant à la première et contenant des servitudes. Auprès de la chapelle est un mur, appuyé sur de puissants contreforts, percé de fenêtres cintrées, ébrasées, de style roman. Ce mur soutient les restes d'un rez-de-chaussée de bâtiment roman probablement partagé en deux pièces. Ces murailles épaisses garnies de contreforts, et le terrain au bas, disposé en talus, indiquent l'extérieur de la commanderie.
La chapelle se compose d'une simple nef et a été agrandie d’une travée vers 1240[réf. nécessaire]. Depuis, la seule modification a été effectuée par les Hospitaliers, à savoir l'agrandissement d'une des trois fenêtres du chœur (abside semi-circulaire). Les fresques de l'abside, comportant un Christ en majesté, l'ange de Matthieu, le lion de Marc, l'aigle de Jean et le taureau de Luc, ont malheureusement subi beaucoup de dégâts lors de la seconde Guerre mondiale.
L’ensemble des bâtiments conventuels a été détruit après 1835, mais il reste la chapelle classée monument historique en 1913 pour les peintures, et en 1938 pour le monument. Elle a été restaurée de 1966 à 1977 par Georges Lavrard. Le pigeonnier du XVIIe siècle est inscrit au répertoire supplémentaire.

## Sources
- Charles-Jean-Melchior de Vogüé, Revue de l'Orient latin, vol. VII., Paris, Ernest Leroux, 1899 (réimpr. 1964) (ISSN 2017-716X, lire en ligne)
- (la) Jules Michelet, Le procès des Templiers, vol. 2, Paris, Imprimerie nationale, coll. « Documents inédits sur l'histoire de France », 1851, 540 p. (lire en ligne)